# Tom Kristensson

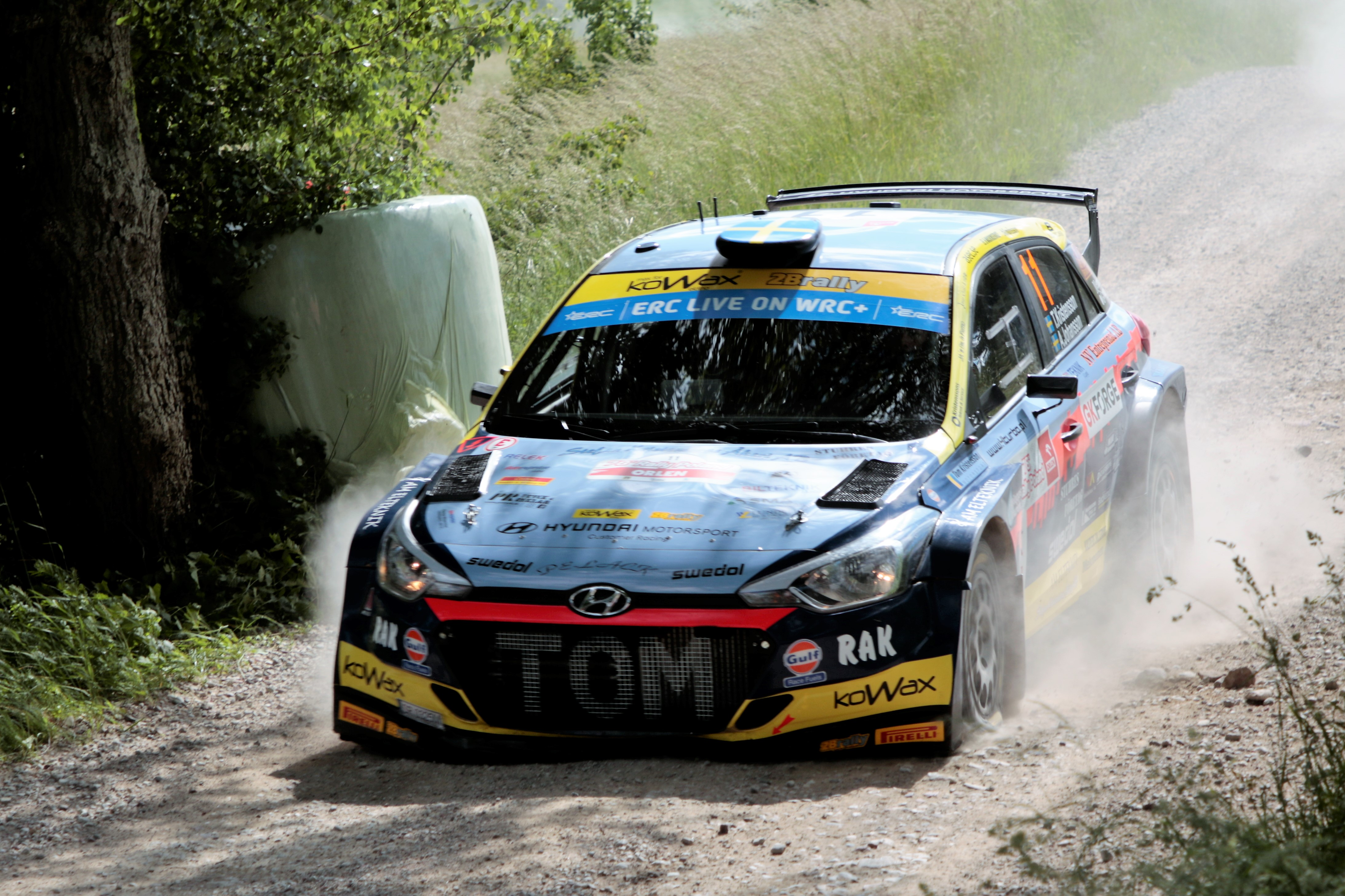
Tom Kristensson s vozem Hyundai i20 R5 v roce 2022

Tom Kristensson (* 30. dubna 1991 Lund) je švédský rallyový závodník, mistr Juniorského mistrovství světa v rallye (JWRC) z roku 2020. Pochází z města Lund, žije v Hörby.
V letech 2016 a 2017 Kristensson startoval v německém ADAC Opel Rallye Cupu, v roce 2016 skončil druhý a v roce 2017 se stal mistrem. V roce 2019 pak Kristensson získal titul vicemistra v JWRC, o rok později o příčku vylepšil a stal se šampionem.
Pro rok 2021 přestoupil do kategorie WRC-2 do barev továrního týmu M-Sport, v sezoně se ale spíše trápil a jeho jedinými úspěchy bylo v rámci třídy 5. místo na Estonské rallye či 9. místo na Portugalské rallye. Počínaje Finskou rallye, která se jela výjimečně až v říjnu, se žádné další soutěže MS nezúčastnil. V roce 2022 mu nabídl místo ve svém týmu Kowax 2BRally Racing český rallyový závodník Martin Vlček. Kristensson dostal k dispozici vůz Hyundai i20 R5 (stejně jako v předcházející sezoně Jari Huttunen) a premiéra jejich vzájemné spolupráce se odehrála na dubnové Valašské rallye. Kristensson se umístil na 5. příčce celkově.

## Výsledky

### WRC
| Rok  | Tým                          | Třída           | Vůz                | 1   | 2     | 3       | 4       | 5   | 6     | 7     | 8       | 9       | 10      | 11  | 12    | 13  | 14    | Umístění | Body  |
| ---- | ---------------------------- | --------------- | ------------------ | --- | ----- | ------- | ------- | --- | ----- | ----- | ------- | ------- | ------- | --- | ----- | --- | ----- | -------- | ----- |
| 2018 | ADAC Opel Rallye Junior Team | Opel Rallye Cup | Opel Adam R2       | MON | SWE   | MEX     | FRA     | ARG | POR   | ITA   | FIN     | GER Ret | TUR     | GBR | ESP   | AUS |       | NC       | 0     |
| 2019 | Tom Kristensson              | JWRC            | Ford Fiesta R2     | MON | SWE 1 | MEX     | FRA 2   | ARG | CHL   | POR   | ITA 3   | FIN 1   | GER     | TUR | GBR 2 | ESP | AUS C | 2.       | 118   |
| 2020 | Tom Kristensson Motorsport   | JWRC            | Ford Fiesta R2     | MON | SWE 1 | MEX     | EST Ret | TUR | ITA 1 | MNZ 1 |         |         |         |     |       |     |       | 1.       | 100.5 |
| 2021 | M-Sport Ford WRT             | WRC-2           | Ford Fiesta Rally2 | MON | ARC   | CRO Ret | POR 9   | ITA | KEN   | EST 5 | BEL Ret | GRE     | FIN Ret | ESP | MNZ   |     |       | 15.      | 13    |

### MČR
| Ročník | Tým                  | Automobil      | 1     | 2   | 3   | 4   | 5   | 6   | 7   | 8   | 9 | MMČR | Bod. |
| ------ | -------------------- | -------------- | ----- | --- | --- | --- | --- | --- | --- | --- | - | ---- | ---- |
| 2022   | Kowax 2BRally Racing | Hyundai i20 R5 | VAL 5 | ŠUM | KRU | HUS | BOH | ZLI | PAČ | 3ST |   | -    | 0    |

### ADAC Opel Rallye Cup
| Rok  | Tým                          | Vůz          | 1     | 2       | 3     | 4     | 5       | 6     | 7     | 8     | Umístění | Body |
| ---- | ---------------------------- | ------------ | ----- | ------- | ----- | ----- | ------- | ----- | ----- | ----- | -------- | ---- |
| 2016 | ADAC Ostwestfalen Lippe e.V. | Opel Adam R2 | SAA 3 | HES Ret | SUL 2 | THÜ 2 | DEU 2   | DEU 6 | 3ST 2 |       | 2.       | 152  |
| 2017 | ADAC Ostwestfalen Lippe e.V. | Opel Adam R2 | HES 2 | SUL 1   | SAC 1 | STE 2 | DEU Ret | DEU 8 | NIE 2 | 3ST 2 | 1.       | 170  |